# Gratot
Gratot és un municipi francès situat al departament de la Manche i a la regió de Normandia. L'any 2007 tenia 655 habitants.

## Demografia

### Població
El 2007 la població de fet de Gratot era de 655 persones. Hi havia 254 famílies de les quals 48 eren unipersonals (24 homes vivint sols i 24 dones vivint soles), 87 parelles sense fills, 103 parelles amb fills i 16 famílies monoparentals amb fills.
La població ha evolucionat segons el següent gràfic:
Habitants censats

### Habitatges
El 2007 hi havia 300 habitatges, 255 eren l'habitatge principal de la família, 24 eren segones residències i 21 estaven desocupats. Tots els 297 habitatges eren cases. Dels 255 habitatges principals, 205 estaven ocupats pels seus propietaris, 45 estaven llogats i ocupats pels llogaters i 5 estaven cedits a títol gratuït; 8 tenien dues cambres, 17 en tenien tres, 63 en tenien quatre i 167 en tenien cinc o més. 226 habitatges disposaven pel capbaix d'una plaça de pàrquing. A 89 habitatges hi havia un automòbil i a 157 n'hi havia dos o més.

### Piràmide de població
La piràmide de població per edats i sexe el 2009 era:
| Homes | Edats   | Dones |
| ----- | ------- | ----- |
| 0     | 95 o +  | 0     |
| 0     | 90 a 94 | 0     |
| 12    | 85 a 89 | 8     |
| 0     | 80 a 84 | 16    |
| 4     | 75 a 79 | 8     |
| 12    | 70 a 74 | 0     |
| 8     | 65 a 69 | 4     |
| 12    | 60 a 64 | 12    |
| 4     | 55 a 59 | 4     |
| 12    | 50 a 54 | 12    |
| 24    | 45 a 49 | 40    |
| 48    | 40 a 44 | 40    |
| 24    | 35 a 39 | 20    |
| 24    | 30 a 34 | 20    |
| 12    | 25 a 29 | 12    |
| 20    | 20 a 24 | 12    |
| 32    | 15 a 19 | 32    |
| 16    | 10 a 14 | 56    |
| 24    | 5 a 9   | 20    |
| 16    | 0 a 4   | 4     |

## Economia
El 2007 la població en edat de treballar era de 451 persones, 338 eren actives i 113 eren inactives. De les 338 persones actives 314 estaven ocupades (168 homes i 146 dones) i 24 estaven aturades (10 homes i 14 dones). De les 113 persones inactives 49 estaven jubilades, 38 estaven estudiant i 26 estaven classificades com a «altres inactius».

### Ingressos
El 2009 a Gratot hi havia 260 unitats fiscals que integraven 710 persones, la mediana anual d'ingressos fiscals per persona era de 18.364 €.

### Activitats econòmiques
Dels 22 establiments que hi havia el 2007, 1 era d'una empresa extractiva, 2 d'empreses alimentàries, 4 d'empreses de fabricació d'altres productes industrials, 7 d'empreses de construcció, 1 d'una empresa de comerç i reparació d'automòbils, 2 d'empreses d'hostatgeria i restauració, 4 d'empreses de serveis i 1 d'una empresa classificada com a «altres activitats de serveis».
Dels 9 establiments de servei als particulars que hi havia el 2009, 1 era un paleta, 2 guixaires pintors, 3 fusteries, 1 lampisteria, 1 perruqueria i 1 restaurant.
L'únic establiment comercial que hi havia el 2009 era una fleca.
L'any 2000 a Gratot hi havia 35 explotacions agrícoles que ocupaven un total de 928 hectàrees.

## Equipaments sanitaris i escolars
El 2009 hi havia una escola elemental integrada dins d'un grup escolar amb les comunes properes formant una escola dispersa.

## Poblacions més properes
El següent diagrama mostra les poblacions més properes.